# Греческая православная церковь Успения Богородицы
Греческая православная церковь Успения Богородицы — церковь в Алеппо.
В церковном дворике располагалось захоронение Ивана Григорьевича Григоровича (умершего в 1908 году) и захоронение Михаила Ивановича Якиманского (умершего в 1897 году).